# Петухов (хутор)
Петухов — хутор в Зимовниковском районе Ростовской области России.
Входит в состав Верхнесеребряковского сельского поселения.
Население хутора составляет 196 человек (2010).

## История
Хутор Петухов состоит из сросшихся, в пятидесятых — шестидесятых годах двадцатого века трёх хуторов — Вишняков, Петухов, Сергеев (соответственно с запада на восток). Расположен рядом с берегом реки Сал, в пятнадцати километрах южнее города Волгодонск.

## География
На хуторе имеется одна улица: Ерёменко, в честь земляка, знатного чабана Ивана Петровича Ерёменко.

## Население
| 2010 |
| ---- |
| 196  |

## Известные жители
Иван Петрович Ерёменко (21.01.1932—23.04.2000) — старший чабан совхоза «Верхне-Серебряковский» Зимовниковского района Ростовской области, полный кавалер ордена Трудовой Славы (1990)

## Инфраструктура
Действовал совхоза «Верхне-Серебряковский».